# Jean-Yves Chatelais
Pour l’article homonyme, voir Châtelais.
Jean-Yves Chatelais, né le 7 mars 1953 à Caudéran (Gironde) et mort le 31 juillet 2018 à Bordeaux (Gironde) est un acteur français,,,.

## Biographie

### Jeunesse et formation
Jean-Yves Pierre Chatelais est né le 7 mars 1953 à Caudéran (Gironde).
Jean-Yves Chatelais a suivi les cours au Conservatoire national supérieur d'art dramatique (Promo 1976).

### Doublage
Il doublait régulièrement les acteurs Tom Wilkinson et Michael Madsen.
Il était aussi la voix française de Gabriel Byrne dans Usual Suspects et de Jeff Bridges dans The Big Lebowski.

### Mort
Il meurt le 31 juillet 2018 à Bordeaux (Gironde) à l'âge de 65 ans.

## Théâtre

### Opéra
- 1991 : La vie parisienne de Jacques Offenbach, dirigé par Jean-Yves Osons - Le baron de Gondremarck

### Pièces
- 1972 : Le Plaisir conjugal d'Albert Husson, mise en scène Robert Manuel, Théâtre de la Madeleine
- 1977 : Le Songe d'une nuit d'été de William Shakespeare, mise en scène Petrika Ionesco, Théâtre des Amandiers - Snug
- 1983 : Falsch de René Kalisky, mise en scène Antoine Vitez, Théâtre national de Chaillot
- 1983 : Hamlet de William Shakespeare, mise en scène Antoine Vitez, Théâtre national de Chaillot
- 1984 : Great Britain d'après Édouard II de Christopher Marlowe, mise en scène Jean-Hugues Anglade, Théâtre des Amandiers - Baldock
- 1984 : Le Long Voyage vers la nuit d'Eugene O'Neill, mise en scène Alain Françon, Théâtre Éclaté (Annecy)
- 1984 : Noises d'Enzo Cormann, mise en scène Alain Françon, Théâtre Ouvert
- 1985 : Ubu roi d'Alfred Jarry, mise en scène Antoine Vitez, Théâtre national de Chaillot
- 1986 : Comédienne d'un certain âge pour jouer la femme de Dostoïevski d'Edvard Radzinsky, mise en scène Viviane Théophilidès, Petit-Odéon
- 1987: Hedda Gabler d'Henrik Ibsen, mise en scène Alain Françon, Théâtre de l'Athénée Louis-Jouvet
- 1987: Fragment de théâtre I et Fragment de théâtre II de Samuel Beckett, mise en scène Jean-Yves Chatelais et Jean-Claude Legay, Théâtre de l'Athénée Louis-Jouvet
- 1989 : Le Songe d'une nuit d'été de William Shakespeare, mise en scène Sophie Loucachevsky, Centre d'action culturelle de Dieppe
- 1990 : Idiot maquette, mise en scène Walter Le Moli, Festival d'Avignon - Gymnase du Lycée Aubanel
- 1992 : Le Jugement dernier de Bernard-Henri Lévy, mise en scène Jean-Louis Martinelli, Théâtre de l'Atelier - Cook
- 1993 : La Remise de Roger Planchon, mise en scène Alain Françon, Théâtre des Amandiers
- 1994 : Angels in America de Tony Kushner, mise en scène Brigitte Jaques, Festival d'Avignon - Cloître des Carmes, Théâtre de la Commune – Roy Cohn
- 1996 : Hélène de Jean Audureau, mise en scène Jean-Louis Thamin, Théâtre du Port de la lune, Théâtre de Nice, Nouveau théâtre d'Angers
- 1997 : Kinkali d'Arnaud Bedouët, mise en scène Philippe Adrien, Théâtre national de la Colline, Théâtre national de Nice
- 2000 : Badier Grégoire d'Emmanuel Darley, mise en scène Michel Didym, Théâtre Ouvert
- 2003 : L'Incroyable Voyage de Gilles Granouillet, mise en scène Philippe Adrien, Comédie de Saint-Étienne, Théâtre de la Tempête, Théâtre national de Nice – M. Dux
- 2003 : L'Opéra de quat'sous de Bertolt Brecht et Kurt Weill, mise en scène Christian Schiaretti, TNP Villeurbanne
- 2004 : L'Opéra de quat'sous de Bertolt Brecht et Kurt Weill, mise en scène Christian Schiaretti, Théâtre national de la Colline, Théâtre national de Strasbourg
- 2005 : Platonov d'Anton Tchekhov, mise en scène Alain Françon, Théâtre national de la Colline – Abram Abramovitch Venguerovitch
- 2006 : La Dernière Nuit pour Marie Stuart de Wolfgang Hildesheimer, adaptation et mise en scène Didier Long, Théâtre Marigny
- 2007 : L'Hôtel du libre échange de Maurice Desvallières et Georges Feydeau, mise en scène Alain Françon, Théâtre national de la Colline
- 2009 : Un garçon impossible de Petter S. Rosenlund, mise en scène Jean-Michel Ribes, Théâtre du Rond-Point, tournée – Oddvar, le grand-père
- 2010 : Les Fausses Confidences de Marivaux, mise en scène Didier Bezace, Théâtre de la Commune – le comte
- 2010 : La Mère de Florian Zeller, mise en scène Marcial Di Fonzo Bo, Petit Théâtre de Paris

## Filmographie

### Cinéma
- 1981 : Les Babas-cool de François Leterrier : Walter
- 1982 : L'Étoile du Nord de Pierre Granier-Deferre : Valesco
- 1985 : Parole de flic de José Pinheiro : Rémy
- 1985 : Scout toujours... de Gérard Jugnot : Bien Bien Fou
- 2002 : Aram de Robert Kechichian : Maître Kavedjian
- 2003 : France Boutique de Tonie Marshall : Frédéric
- 2006 : Le Dernier des fous de Laurent Achard : Jean
- 2008 : 48 heures par jour de Catherine Castel : François Lecomte
- 2009 : Erreur de la banque en votre faveur de Gérard Bitton et Michel Munz : Martinez
- 2009 : Coco avant Chanel d'Anne Fontaine : Directeur beuglant
- 2009 : La Sainte Victoire de François Favrat : Georges Carési
- 2010 : Les Émotifs anonymes de Jean-Pierre Améris : Le réceptionniste
- 2010 : Une petite zone de turbulences de Alfred Lot : Le docteur
- 2013 : Demi-sœur de Josiane Balasko : Patrick
- 2016 : Ma famille t'adore déjà ! de Jérôme Commandeur : Roland
- 2018 : Je vais mieux de Jean-Pierre Améris : le maire

### Télévision
- 1972 : Au théâtre ce soir : Lysistrata d'Albert Husson d'après Lysistrata d'Aristophane, mise en scène Robert Manuel, réalisation Georges Folgoas, Théâtre Marigny
- 1973 : Au théâtre ce soir : Laurette ou l'Amour voleur de Marcelle Maurette et Marc-Gilbert Sauvajon, mise en scène Jacques-Henri Duval, réalisation Georges Folgoas, Théâtre Marigny
- 1988 : Les Enquêtes du commissaire Maigret, épisode : La Vieille Dame de Bayeux de Philippe Laïk : Jacques Mercier
- 1996 : Julie Lescaut - saison 5, épisode 3 : La Fête des mères de Josée Dayan : avocat
- 2000 : Les Cordier, juge et flic (saison 8, épisode 5) : Barlois
- 2000 : PJ (saison 4, épisode 5 : Esclavage) : Didier Duval
- 2001 : Thérèse et Léon, téléfilm de Claude Goretta : Daladier
- 2002 : Julie Lescaut - saison 11, épisode 1 : Une jeune fille en danger de Klaus Biedermann : Tuillier
- 2004 : Boulevard du Palais (saison 6, épisode 2) : Bréville
- 2004 : B.R.I.G.A.D. (2 épisodes) : Colonel Bergeat
- 2004 : Les Amants du bagne, téléfilm de Thierry Binisti : Joseph Bois
- 2005 : Sauveur Giordano : (épisode 9 : L'envers du decor) : Éric Tissot
- 2006 : Marie Besnard, l'empoisonneuse, téléfilm de Christian Faure : Léon Besnard
- 2007 : Joséphine, ange gardien (saison 11, épisode 1 : Ticket gagnant) : Loïc
- 2007 : Le Septième Juré, téléfilm d'Édouard Niermans : Maître Labory
- 2009 : Kaamelott (4 épisodes) : Vibius Pisentius Petrus
- 2012 : Le Sang de la vigne - saison 2, épisode 3 : Mission à Pessac : Francis Morin
- 2012 : Joséphine, ange gardien - saison 14, épisode 3 : Pour la vie : le père d'Elisa, spécialités de canards
- 2015 : Lui au printemps, elle en hiver de Catherine Klein : Pierre
- 2015 : Dix pour cent de Cédric Klapisch : François Bréhier, patron de Starmedia
- 2016 : Meurtres à Avignon de Stéphane Kappes
- 2017 : Crime dans les Alpilles d'Éric Duret : Laurent Autiero
- 2018 : Speakerine de Laurent Tuel : Joseph Darnet

## Doublage

### Cinéma

#### Films
- Tom Wilkinson dans :
  - La Jeune Fille à la perle (2003) : Pieter van Ruijven
  - La Séductrice (2004) : Lord Augustus
  - Walkyrie (2008) : Friedrich Fromm
  - Duplicity (2009) : Howard Tully
  - L'Affaire Rachel Singer (2010) : Stefan Gold
  - Mission impossible : Protocole Fantôme (2011) : le ministre de la Défense
  - Lone Ranger : Naissance d'un héros (2013) : Latham Cole
  - Dangerous People (2014) : D.I. Halden
- Michael Madsen dans :
  - Sauvez Willy (1993) : Glen Greenwood
  - Sauvez Willy 2 (1995) : Glen Greenwood
  - Mon boss, sa fille et moi (2003) : T.J.
  - Kill Bill (volume 1) (2003) : Budd alias Sidewinder
  - Kill Bill (volume 2) (2004) : Budd alias Sidewinder
  - Sin City (2005) : Bob
  - Hell Ride (2008) : The Gent
- Stellan Skarsgård dans
  - Timecode (2000) : Alex Green
  - Dogville (2003) : Chuck
  - Les Révoltés de l'île du Diable (2010) : Bestyreren
  - Melancholia (2011) : Jack, directeur d'une agence de publicité
- Martin Sheen dans :
  - Othello 2003 (2001) : le coach Duke Goulding
  - Les Infiltrés (2006) : le capitaine Oliver Charles Queenan
  - Bobby (2006) : Jack
- Dan Hedaya dans :
  - Sang pour sang (1985) : Julian Marty
  - Une vie moins ordinaire (1997) : Gabriel
- Gabriel Byrne dans :
  - Usual Suspects (1995) : Dean Keaton
  - Back Home (2015) : Gene Reed
- Jeff Bridges dans
  - The Big Lebowski (1998) : le Duc
  - Tron : L'Héritage (2011) : Kevin Flynn / Clu
- Gerry Becker dans :
  - Spider-Man (2002) : Maximilian Fargas
  - Mauvais Piège (2002) : Dr Stein
- Ciarán Hinds dans :
  - Crime contre l'humanité (2004) : Pochon
  - Ghost Rider 2 : L'Esprit de vengeance (2012) : Roarke / Le Diable
- Ted Levine dans : 
  - La colline a des yeux (2006) : Big Bob Carter (version cinéma)
  - K.O. - Bleed for This (2016) : Lou Duva
- Ray Winstone dans : 
  - Hugo Cabret (2011) : l'oncle Claude Cabret
  - Noé (2014) : Toubal-Caïn
- J. K. Simmons dans : 
  - Jobs (2013) : Arthur Rock
  - Mr. Wolff (2016) : Ray King
- 1990 : Danse avec les loups : Timmons (Robert Pastorelli)
- 1992 : Chaplin : J. Edgar Hoover (Kevin Dunn)
- 1995 : Usual Suspects : Agent Spécial Dave Kujan (Chazz Palminteri)
- 1997 : The Brave : Larry (Marshall Bell)
- 1998 : Little Voice : Ray Say (Michael Caine)
- 1998 : Shakespeare in Love : Ralph Bashford (Jim Carter)
- 1999 : Ghost Dog : La Voie du samouraï : Sonny Valerio (Cliff Gorman)
- 1999 : 8 Millimètres : Daniel Longdale (Anthony Heald)
- 1999 : Fight Club : le pompiste (Holt McCallany) et un homme en costume (Rob Lanza)
- 2000 : Erin Brockovich, seule contre tous : Dr. Jaffe (David Brisbin), Bob Linwood (William Lucking) et Ted Daniels (Wade Williams)
- 2000 : À l'aube du sixième jour (Gerard Plunkett)
- 2001 : Chevalier : Sir Ector (Nick Brimble)
- 2003 : Good Bye, Lenin! : Robert Kerner, le père (Burghart Klaussner)
- 2003 : Le Dernier Trappeur (Norman Winther)
- 2003 : Zatōichi : le chef Ogi (Saburo Ishikura)
- 2004 : 11:14 : Frank (Patrick Swayze)
- 2004 : La Plus Belle Victoire : Dennis Bradbury (Sam Neill)
- 2004 : La Chute : Alfred Jodl (Christian Redl)
- 2004 : Le Jour d'après : Dennis (Richard McMillan)
- 2004 : Girl Next Door : Monsieur Kidman (Timothy Bottoms)
- 2005 : Trouble Jeu : Mr Haskins (David Chandler)
- 2006 : This Is England : Banjo (George Newton)
- 2006 : Appelez-moi Kubrick : Mordecai (Henry Goodman)
- 2009 : Halloween 2 : Floyd (Mark Boone Junior)
- 2010 : Robin des Bois : Richard Cœur de Lion (Danny Huston)
- 2011 : Le Sang des Templiers : Cornhill (Derek Jacobi)
- 2011 : Minuit à Paris : John, le père d'Inez (Kurt Fuller)
- 2011 : The Descendants : Scott, le beau-père de Matt (Robert Foster)
- 2012 : La Part des anges : Harry, le superviseur amical (John Henshaw)
- 2012 : La Dame en noir : M. Bentley (Roger Allam)
- 2012 : My Week with Marilyn : Roger Smith (Philip Jackson)
- 2013 : Players : le président de Princeton (Bob Gunton)
- 2013 : La Stratégie Ender : Mazer Rackham (Ben Kingsley)
- 2013 : Blood Ties : Tommy (Olek Krupa)
- 2013 : Le Loup de Wall Street : lui-même (Bo Tietl)
- 2015 : Pixels : l’amiral Porter (Brian Cox)
- 2017 : Dunkerque : Bolton (Kenneth Branagh)

#### Films d'animation
- 2003 : La Légende de Parva : Esposito (voix originale)
- 2004 : Ghost in the Shell 2: Innocence : Ishikawa

### Télévision

#### Séries télévisées
- 2003-2005 : Mes plus belles années : Ted Pryor (Christopher Cousins) (4 épisodes)
- 2005 : Into the West : Enoch Wheeler (Serge Houde) (mini-série)
- 2010 : Les Feux de l'amour : Greg Foster (Wings Hauser)
- 2011-2013 : Grand Hôtel : Horacio Ayala (Pep Anton Muñoz (es)) (39 épisodes)
- 2016 : The Code : Jan Roth (Anthony LaPaglia) (saison 2)
- 2016 : The Missing : Kristian Herz (Filip Peeters) (saison 2)

### Jeux vidéo
- 2012 : Dishonored : Daud[n 1],[6]
- 2013 : Dishonored : La Lame de Dunwall : Daud[n 1],[6]
- 2013 : Dishonored : Les Sorcières de Brigmore : Daud[n 1],[6]
- 2015 : The Witcher 3: Wild Hunt : Eredin Bréacc Glas, le roi de la Chasse Sauvage, Sven, Lothar et divers personnages
- 2017 : Dishonored : La Mort de l'Outsider : Daud[n 1],[6]